# Ralf Bohnsack
Ralf Bohnsack (* 8. April 1948 in Kreiensen) ist ein deutscher Soziologe.

## Leben
Nach der Reifeprüfung 1967 am Johann-Conrad-Schlaun-Gymnasium studierte der Sohn der Eheleute Albert und Margarete Bohnsack von 1967 bis 1972 Soziologie an der Rechts- und Staatswissenschaftlichen Fakultät der Universität Münster und an der neu gegründeten Fakultät für Soziologie der Universität Bielefeld (Diplom-Soziologe 1972). Von 1972 bis 1975 war er wissenschaftliche Hilfskraft am Zentrum für Interdisziplinäre Forschung (ZIF) der Universität Bielefeld mit dem Aufgabenbereich: Vorbereitung eines internationalen Kongresses zur Sprachsoziologie. Von 1975 bis 1977 war er wissenschaftlicher Angestellter an der Fakultät für Soziologie in Bielefeld im Forschungsprojekt Modelleinrichtungen als Instrument örtlicher Sozialpolitik im Rahmen des vom Bundesminister für Forschung und Technologie geförderten Schwerpunkts: Bürgernahe Gestaltung der sozialen Umwelt (Projektleitung: Franz-Xaver Kaufmann). Nach der Promotion 1981 an der Fakultät für Soziologie der Universität Bielefeld zum Dr. rer. soc. (Gutachter: Joachim Matthes  und  Niklas Luhmann) war er von 1981 bis 1990 Akademischer Rat a. Z. am Institut für Soziologie der Friedrich-Alexander-Universität Erlangen-Nürnberg (Lehrstuhl Joachim Matthes). Nach der Habilitation 1987 an der Philosophischen Fakultät I in Erlangen-Nürnberg (Dr. phil. habil. Venia legendi: Allgemeine Soziologie) (Gutachter: Joachim Matthes und Werner Mangold) ist er seit 1990 Universitätsprofessor für Qualitative Bildungsforschung an der FU Berlin. 2013 wurde er pensioniert, ist aber weiterhin in Forschung und Lehre an der FU Berlin tätig. 

## Schriften (Auswahl)
- Handlungskompetenz und Jugendkriminalität. Berlin 1973, ISBN 3-472-58007-0.
- Alltagsinterpretation und soziologische Rekonstruktion. Opladen 1983, ISBN 3-531-11664-9.
- Generation, Milieu und Geschlecht. Ergebnisse aus Gruppendiskussionen mit Jugendlichen. Opladen 1989, ISBN 3-8100-0708-0.
- Qualitative Bild- und Videointerpretation. 2. Aufl. (= UTB, Bd. 8407). Budrich, Opladen 2011, ISBN 978-3-8252-8482-4.
- Praxeologische Wissenssoziologie (= UTB, Bd. 8708). Opladen 2017, ISBN 978-3-8252-8708-5.
- Professionalisierung in praxeologischer Perspektive. zur Eigenlogik der Praxis in Lehramt, Sozialer Arbeit und Frühpädagogik (= UTB, Bd. 5355). Opladen 2020, ISBN 978-3-8252-5355-4.
- Rekonstruktive Sozialforschung. Einführung in qualitative Methoden (= UTB, Bd. 8242). 10. Aufl. Opladen 2021, ISBN 978-3-8252-8785-6.